# Cacodaemon borneensis
Cacodaemon borneensis es una especie de coleóptero de la familia Endomychidae.

## Distribución geográfica
Habita en Sarawak (Malasia).